# 大卫·金
大卫·金（英語：David King，1997年7月3日—），英格蘭男子羽毛球運動員。

## 簡歷
2017年4月，大卫·金出戰克羅地亞羽毛球國際賽，與马修·克莱尔合作打進男子雙打比賽準決賽。

## 主要比賽成績
只列出曾進入準決賽的國際賽事成績：
| 年份   | 賽事                 | 公開賽級別 | 項目     | 拍檔        | 成績   |
| ------ | -------------------- | ---------- | -------- | ----------- | ------ |
| 2017年 | 克羅地亞羽毛球國際賽 | 未來系列賽 | 男子雙打 | 马修·克莱尔 | 準決賽 |
| 2017年 | 波蘭羽毛球國際賽     | 國際系列賽 | 男子雙打 | 马修·克莱尔 | 準決賽 |
| 2017年 | 波蘭羽毛球國際賽     | 國際系列賽 | 混合雙打 | 珍妮·穆尔   | 準決賽 |
| 2017年 | 挪威羽毛球國際賽     | 國際系列賽 | 男子雙打 | 马修·克莱尔 | 亞軍   |

| 2007-2017年 | 首要超級賽 | 超級賽 | 黃金大獎賽 | 大獎賽 | 國際挑戰賽 | 國際系列賽 | 未來系列賽 | 其他 |

| 2018-2026年 | 總決賽 | 超級1000賽 | 超級750賽 | 超級500賽 | 超級300賽 | 超級100賽 | 國際挑戰賽 | 國際系列賽 | 未來系列賽 | 其他 |